# Isla Louviers
La isla Louviers, también llamada isla de los Javiaux o isla de Antragues, fue una antigua isla fluvial del Sena en París, Francia, que fue conectada al banco del río en el siglo XIX.

## Geografía
La isla Louviers estaba ubicada ligeramente río arriba respecto a la isla Saint-Louis y tenía un tamaño comparable a de esta última, de 200 toises de longitud. Estaba separada del margen derecho del río por el brazo de Grammont, o pequeño río del paseo (petite rivière du Mail), y estaba conectada por el puente de Grammont y por una barrera contra los fragmentos de hielo a la deriva, la pasarela de la Estacada (Passerelle de l'Estacade). En sus inicios, hacia 1730, este brazo de Sena fue ampliado.

## Historia

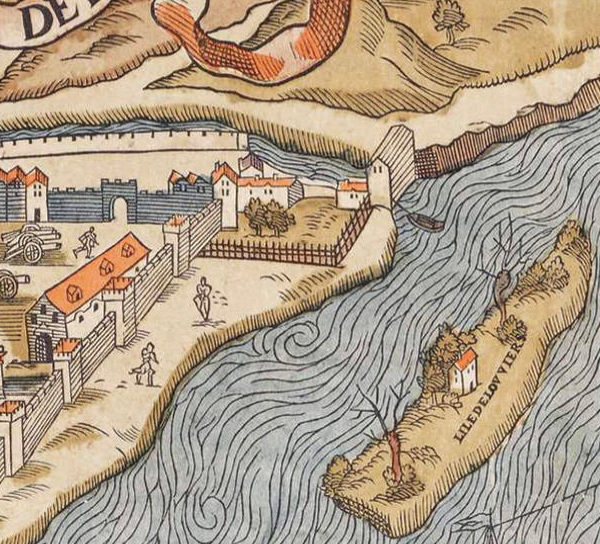
Isla Louviers en el plano de Truschet y Hoyau (c.1550).

Esta isla pertenecía en 1408 a Nicolás de Louviers, preboste de los comerciantes de París, que le legó su nombre; en sus orígenes, estaba cubierta de pastos.
Fue durante mucho tiempo un terreno de prácticas para ballesteros. Posteriormente fue dotada durante un tiempo, a la iniciativa  del preboste de los comerciantes y de los regidores, de un pequeño fuerte y de una especie de refugio para dar al rey Enrique II un espectáculo de asedio y de combate naval. Es probable que la única construcción que figura sobre el plano de Truschet y Hoyau, hacia 1550, represente este edificio real.
Posteriormente fue adquirida por la Ciudad de París en 1700 y, en 1806, arrendada a los comerciantes de madera, por lo que les permitía desembarcar y almacenar vigas, tablillas, punzones, espigas, relojes de arena, y otros elementos. El precio del alquiler era de 40.000 francos por comerciante y por año. Se le atribuye a Turgot la finalización de la escollera en el extremo oriental de la isla, cuyo fin era el de desviar los fragmentos de hielo arrastrados por el río Sena.
En 1816, la isla todavía se encontraba deshabitada y servía de inmenso depósito de leña para los parisinos. Dos puentes la conectaban al margen derecho del Sena: el puente de Grammont y la Pasarela de la Estacada.
En 1847 (o en 1843 según el museo Carnavalet, ya que las obras habían sido encargadas por Louis-Philippe en 1841), el brazo de Grammont, que separaba a la isla del margen derecho del río, y por el que era posible pasar cuando se secaba durante el verano, fue colmatado y anexionado al muelle Morland, que se convirtió entonces en el boulevard Morland.
Durante la rebelión de las jornadas de junio de 1848, se establecieron campamentos provisionales en su emplazamiento para poder recibir una parte de la armada de París.

## Galería

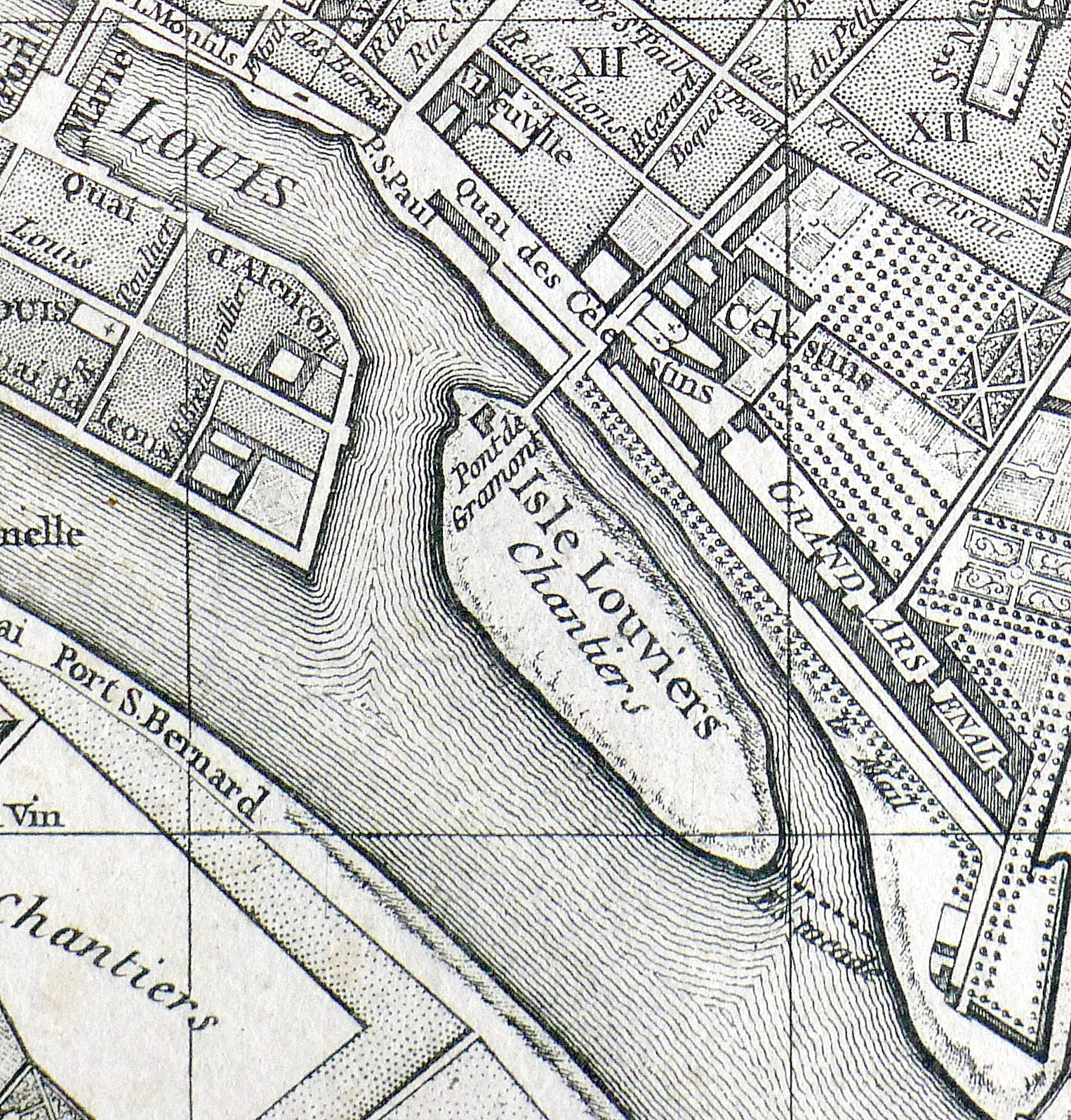
Isla Louviers en el plano de de Vaugondy (1760)
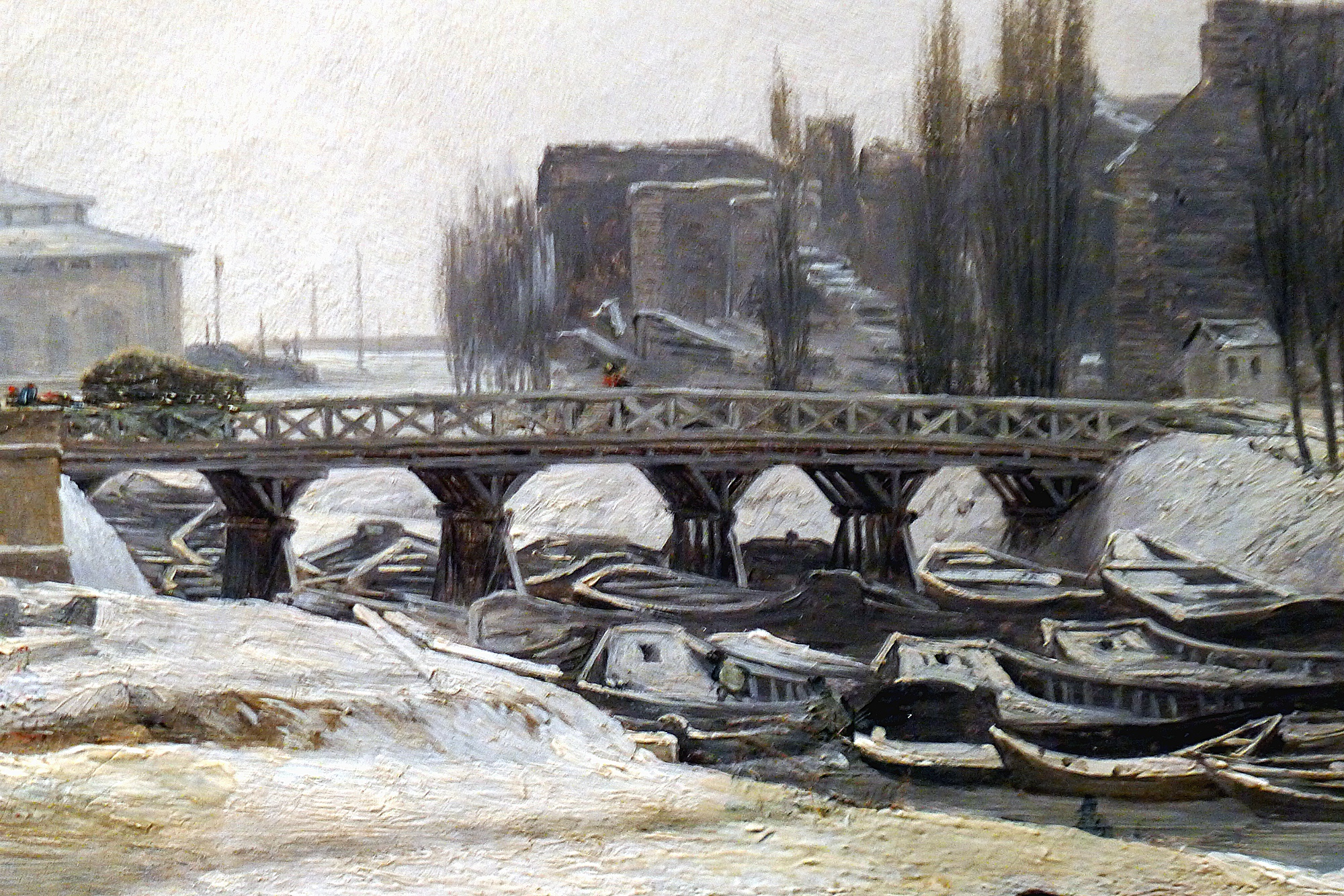
El puente de Grammont durante el rudo invierno de 1830; a la derecha se aprecia la isla Louviers - Detalle de un cuadro de Antoine Perrot (museo Carnavalet).
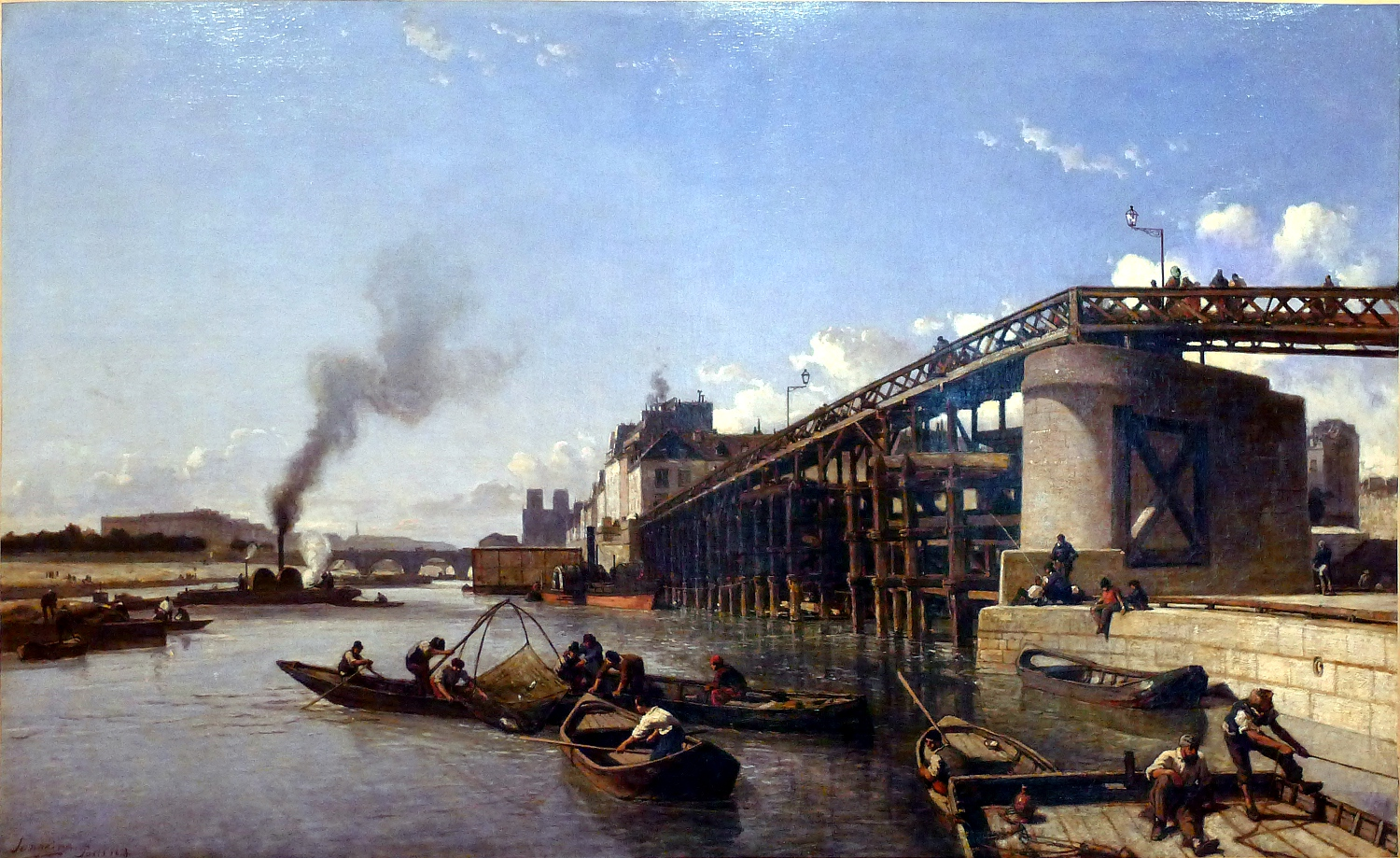
Puente de la Estacada en 1853 - Johan Barthold Jongkind (museo de bellas artes de Angers)
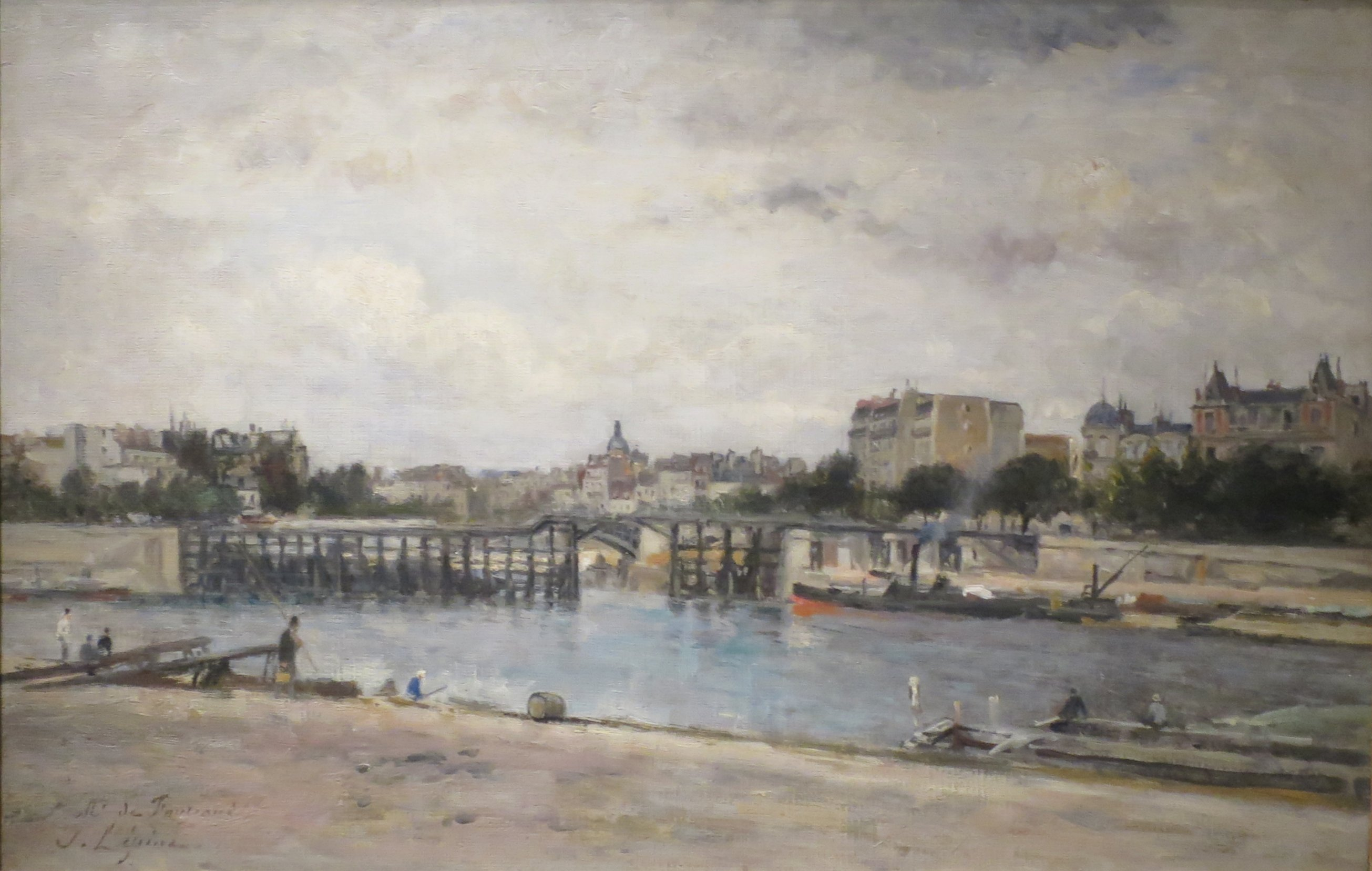
Puente de la Estacada hacia 1880-1884 - por Stanislas-Victor-Édouard Lépine.